# Lago Pellaifa
Lago Pellaifa är en sjö i Chile.   Den ligger i regionen Región de la Araucanía, i den södra delen av landet, 700 km söder om huvudstaden Santiago de Chile. Lago Pellaifa ligger 221 meter över havet. Arean är 6,5 kvadratkilometer. Den sträcker sig 4,3 kilometer i nord-sydlig riktning, och 4,7 kilometer i öst-västlig riktning.
I omgivningarna runt Lago Pellaifa växer i huvudsak blandskog. Runt Lago Pellaifa är det ganska glesbefolkat, med 22 invånare per kvadratkilometer.